# サニーサイド (ワシントン州)
サニーサイド（Sunnyside）は、アメリカ合衆国ワシントン州ヤキマ郡の都市である。人口は1万6375人（2020年）。

## 地理・気候
北緯46度19分15秒、西経120度0分44秒 (46.320798, -120.012232))に位置している。
アメリカ合衆国統計局によると、総面積15.4 km2 (5.9 mi2) である。このすべてが陸地である。
- 山:
- 河川:
- その他:

## 人口
2000年の国勢調査では、人口13,905人、3,827世帯、3,000家族が生活している。人口密度は903.8/km2 (2,340.4/mi2) である。264.6/km2 (685.0/mi2) の平均的な密度に4,070軒の住宅が建っている。この都市の人種的な構成は白人42.61%、アフリカン・アメリカン0.40%、ネイティブ・アメリカン0.63%、アジア0.69%、太平洋諸島系0.09%、その他の人種52.58%、混血3.01%である。この人口の73.05%はヒスパニックまたはラテン系である。
全世帯のうち、18歳未満の子供と同居している世帯が50.2%、夫婦のみの世帯が55.1%、未婚女性の世帯が16.6%であり、21.6%は家族を持たない。個人名義の世帯主が18.6%、そのうち65歳以上が11.0%である。世帯ごとの平均人数は3.58人、家族ごとの平均人数は4.02人である。
18歳未満の未成年が38.1%、18歳以上24歳以下が11.7%、25歳以上44歳以下が26.6%、45歳以上64歳以下が14.0%、65歳以上が9.6%、平均年齢は25歳である。女性100人に対して男性は99.0人である。18歳以上の女性100人に対して男性は94.7人である。
この都市の世帯ごとの平均的な収入は27,583 USドルであり、家族ごとの平均的な収入は28,304 USドルである。男性は25,187 USドルに対して女性は25,779 USドルの平均的な収入がある。この都市の一人当たりの収入 (per capita income) は10,366 USドルである。人口の29.1%及び家族の34.5%の収入は貧困線以下である。全人口のうち18歳未満の46.2%及び65歳以上の18.1%は貧困線以下の生活を送っている。

## 歴史
1893年、ウォルター・グレンジャー (Walter K. Granger) によって開拓され、商人のクライン (W. H. Cline) により"Sunnyside"と名付けられた。グレンジャーはヤキマ川から引水するためにサニーサイド運河を建設するための資金調達をした。しかし、1893年恐慌により、グレンジャーの債権者は運河の担保権を行使し、移住者は7家族にとどまった。
1898年、German Baptist Progressive Brethrenの一員がキリスト教共同コロニー (Christian Cooperative Colony) をサニーサイドへと移転した。Brethrenは町全体を買い取り、銀行と電話交換局を誘致した。彼らは区画を販売する条件として、アルコール、ダンス、ギャンブルを禁止した。このため、ワシントン州の古い地図には、この街に十字架やハロが描かれている。
1902年9月16日、サニーサイドを自治体とする住民投票があり、42票だった。州法では、自治体とするためには人口が300以上である必要があり、サニーサイドは人口314であったため、投票する権利があった。最初の市長には、薬剤師のジェームズ・ヘンダーソン (James Henderson) が選出された。
サニーサイドは、Brethrenの恩恵を受けサウスダコタ州からの移民が増え続けた。後の1930年代には、ダストボウルから避難するためにサニーサイドへと移住した者もいた。
1917年6月5日、市長ウィリアム・ブライト・クラウド (1870-1959) の指揮の下、砂利道を舗装する事業(62,629.45 USドルに及ぶ)を開始した。
1979年、サニーサイドはオールアメリカシティアワード (All-America City Award) を受賞した。

## 教育

### 学校
- 公立
  - Sunnyside High School
  - Sierra Vista Middle School
  - Harrison Middle School
  - Chief Kamiakin Elementary School
  - Pioneer Elementary School
  - Washington Elementary School
  - Sun Valley Elementary School
  - Outlook Elementary School
- 私立
  - Sunnyside Christian High School
  - Sunnyside Christian Elementary School
  - Calvary Lutheran Pre-School and Kindergarten

## 名所・旧跡・観光スポット・祭事・催事
- 農業機械ライトアップパレード (Lighted Farm Implement Parade)

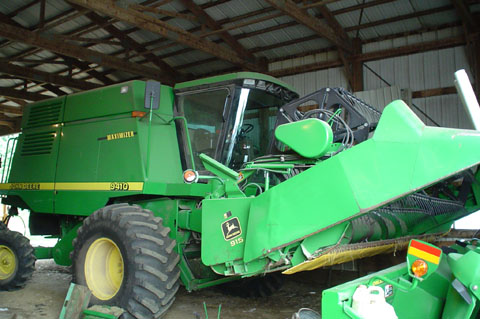
A 9410 John Deere Combine harvester typical of a parade entrant.

最初は1989年に開催され、「北西部最高のライトアップパレード」と呼ばれている。毎年、12月上旬に開催される。コンバイン、ブームトラック、噴霧機、スウェイザー、グレープピッカー、その他すべてのトラクターに色とりどりの照明を取り付けてパレードが行われる。2006年には70以上が参加した。
- ダリゴールド・チーズ・ファクトリー (Darigold cheese factory)

年間150,000,000 ポンド (68,040 t) ものチーズが生産されており、デイリーフェアーではカラフルなチーズが展示されている。チーズの製造場を見学することもでき、試食やギフトショップが敷地内にある。
- サニーサイド歴史博物館 (Sunnyside Historical Museum)

ダウンタウンにあり、開拓の日常生活に焦点を当てた美術品や書籍が展示されている。
- カーネギー図書館

1911年に建てられ、1964年に建て替えられた。ヤキマ・バレー近郊の図書館としては2番目の大きさであり、スペイン語のコレクションとしては最大である。

## 有名人
- Bonnie J. Dunbar: NASAの宇宙飛行士。1967年、サニーサイド高校卒業。
- Earl Smith: ピッツバーグ・パイレーツ外野手。1928年、サニーサイド生まれ。
- Kristina Guerrero: w:Inside Edition 特派員。
- ジェンス・パルヴァー: ボクサー、総合格闘技選手。1974年12月6日、サニーサイド生まれ。
- Rob Thomas: ヴェロニカ・マーズの作家。1965年、サニーサイド生まれ。
- Scott Linehan: NFL セントルイス・ラムズのコーチ(2006-2008)。1982年、サニーサイド高校卒業。